# Relatives Energiedefizit im Sport

Mögliche Auswirkungen niedriger Energieverfügbarkeit im Rahmen eines RED-S

Ein relatives Energiedefizit im Sport (RED-S, englisch relative energy deficiency in sports) ist ein Syndrom körperlicher und psychischer Beeinträchtigungen aufgrund eines dauerhaften relativen Energiemangels bei Sportlern. Das Syndrom ist eine Erweiterung der athletischen Triade (engl. female athlete triad, FAT) aus Amenorrhoe, Osteoporose und Essstörung bzw. Energiemangel, die ausschließlich bei Frauen diagnostiziert wurde.
Beide Konzepte sehen eine niedrige Energieverfügbarkeit (englisch low energy availability, LEA) als Ursache der Symptomatik. Im Rahmen der Erkrankung kann es zu Störungen des Stoffwechsels, des Menstruationszyklus, der Knochendichte, des Immunsystems, der Proteinsynthese und des Herz-Kreislauf-Systems kommen. Es kommt vor allem bei Leistungssportlern in Disziplinen vor, in denen ein geringes Gewicht einen Wettbewerbsvorteil bietet, beispielsweise Gymnastik, Akrobatik, Skispringen und Klettern. Die meisten Forschungsergebnisse zu RED-S, FAT und LEA liegen zu Frauen vor.

## Nomenklatur
Bereits seit den 1960er Jahren wurde der Zusammenhang von Untergewicht und Hormonstörungen bei Sportlerinnen beschrieben. 1997 definierte das American College of Sports Medicine die Kombination aus Essstörung, Menstruationsstörung und Knochendichtemangel als female athlete triad. 2007 wurde das Kriterium „Essstörung“ durch „Energiemangel“ ersetzt.
2014 publizierte das Internationale Olympische Komitee (IOC) ein Konsens-Statement, in dem sie die Definition als Triade als überholt ansah und den Begriff RED-S einführten. Als Gründe für den Wechsel wurden die fehlende Berücksichtigung von Männern und der diversen Symptomatik und Pathophysiologie angeführt.
Die Erweiterung des Begriffes wird kontrovers diskutiert. Kritiker führen an, dass für eine Erweiterung keine ausreichende Evidenzgrundlage bestehe, insbesondere bei Männern, Nicht-Weißen und Menschen mit Behinderung. Ferner führen sie an, dass auch bei der FAT pathophysiologische Zusammenhänge zwischen Organsystemen berücksichtigt würden und das IOC den aktuellen Forschungsstand zur FAT irreführend verkürzen würde.
2021 wurde von führenden FAT-Forschern die männliche athletische Triade (engl. male athlete triad, MAT) als Syndrom aus LEA, funktionalem hypogonadotropen Hypogonadismus und verringerter Knochendichte definiert.
Derzeit bestehen die Begriffe parallel und identifizieren in ihrer aktuellen Form einstimmig die LEA als kausale Ursache.

## Epidemiologie
Größere Übersichtsstudien zur Prävalenz von RED-S liegen nicht vor. Bei einer Studie an 121 australischen Leistungssportlerinnen zeigten 80 % mindestens ein RED-S-Symptom, über ein Drittel zeigte zwei bis drei Symptome. 12 von 44 norwegischen männlichen Leistungssportlern zeigten zwei oder mehr RED-S-Symptome (27 %).
Die Prävalenz einer LEA bei Sportlern wurde noch nicht in großen Kohorten untersucht. Ein Review aus dem Jahr 2018 listete verschiedene Studien, die bei verschiedenen Sportarten, Alters- und Leistungskohorten Prävalenzen von 16 – 100 %. Männer und Frauen waren etwa gleich häufig betroffen.
Menstruationsstörungen und anovulatorische Zyklen sind bei sporttreibenden Frauen mehr als zehnmal so häufig wie bei unsportlichen Frauen. Eine primäre Amenorrhoe tritt bei 7,5 % der College-Athletinnen in den USA auf, in den Sportarten Cheerleading und Gymnastik waren es durchschnittlich 22 %. Die Grundhäufigkeit in der Gesamtbevölkerung beträgt 1 %.

## Symptome
Die Symptomatik ist individuell unterschiedlich und wird von diversen Faktoren beeinflusst.
Die psychologische Symptomatik kann vor dem RED-S bestehen und auch für den Energiemangel mitverantwortlich sein, jedoch auch eine Folge des Syndroms sein.

### Somatische Symptome
- Untergewicht
- Ermüdungsfrakturen
- reduzierte Körpergröße
- verzögerte Pubertät
- Menstruationsstörungen
- Schilddrüsenunterfunktion
- Haarausfall
- Anämie
- gehäufte Infektionen
- gehäufte Verletzungen
- reduzierte Ausdauerleistung
- reduzierte Muskelkraft
- gesteigertes Appetitgefühl
- Hyperlipidämie[8][17][18]

### Psychologische Symptome
- Essstörungen (z. B. Anorexia athletica)
- Depression
- psychosomatische Störungen
- reduzierte Stresstoleranz[8][17][18]

## Pathophysiologie

### Energieverfügbarkeit
Die Energieverfügbarkeit bezeichnet die Energiemenge, die dem Körper pro Kilogramm fettfreier Masse (FFM) zur Verfügung steht. Dieser Energiemangel kann mit oder ohne Essstörung auftreten. Athleten werden mindestens 45 Kilokalorien pro Kilogramm FFM und Tag (kcal/kg FFM/Tag) empfohlen. Wenn Frauen nicht nur kurzfristig unter 30 kcal/kg FFM/Tag zur Verfügung stehen, kann es zu Störungen des Knochenstoffwechels kommen, unter 15 kcal/kg FFM/Tag treten gehäuft Amenorrhoen auf.
Da 30 kcal/kg FFM/Tag etwa dem Ruheenergiebedarf entsprechen und Werte darunter mit ersten körperlichen Symptomen assoziiert sind, wird dieser als Cutoff für eine niedrige Energieverfügbarkeit gesehen. Die chronische LEA versetzt den Körper in einen dauerhaften Fastenzustand, in dem viele Stoffwechselprozesse nur in reduziertem Maß ablaufen, um einem absoluten Energiemangel entgegenzuwirken. Dies ist ursächlich für die Veränderungen im Rahmen eines RED-S.

### Veränderungen bei Frauen
Die Plasmaspiegel wichtiger Regulatoren des Sättigungsgefühls werden beeinflusst: Leptin- und Oxytocinspiegel sinken, die von Ghrelin steigen, das Hungergefühl nimmt zu. Um die energiebringende Fettverbrennung zu steigern werden Stresshormone wie Cortisol vermehrt ausgeschüttet.
Diese und weitere Hormone hemmen Hypothalamus und Hypophyse. Wichtige Teile des Hormonhaushalts werden über Rückkopplungen zwischen dem Hypothalamus, der Hypophyse und Hormondrüsen reguliert, diese werden als Achsen bezeichnet.
Die Hypothalamus-Hypophysen-Gonaden-Achse wird durch eine reduzierte Produktion von Gonadoliberin beeinflusst, in dessen Folge sich die schubweise Sekretion des luteinisierenden Hormons (LH) ändert. Bei zu niedrigen LH-Spiegeln bleibt die Follikelreifung aus, es kann kein Eisprung erfolgen. Durch sinkende Östrogenspiegel wird der Auf- und Abbau der Gebärmutterschleimhaut gestört, es kommt zu Amenorrhoe und Verlust von Knochenmasse. Erniedrigte Östrogenspiegel sind zudem mit ungünstigen Blutfettwerten assoziiert, die einen Risikofaktor für Herz-Kreislauf-Erkrankungen darstellen.
Der Hungerzustand aktiviert das sympathische Nervensystem und die Hypothalamus-Hypophysen-Nebennierenrinden-Achse, wodurch vermehrt Cortisol ausgeschüttet wird. Cortisol steigert unter anderem die Fettverbrennung und ist immunsuppressiv.
Durch geringere Stimulation durch die Hypophyse und sinkende Glucosespiegel im Gehirn sinkt die Aktivität der Schilddrüse. LEA ist bei Sportlerinnen mit niedrigeren T3-Spiegeln assoziiert.
Durch eine unzureichende Eisenaufnahme kann es zu einer Blutarmut kommen.

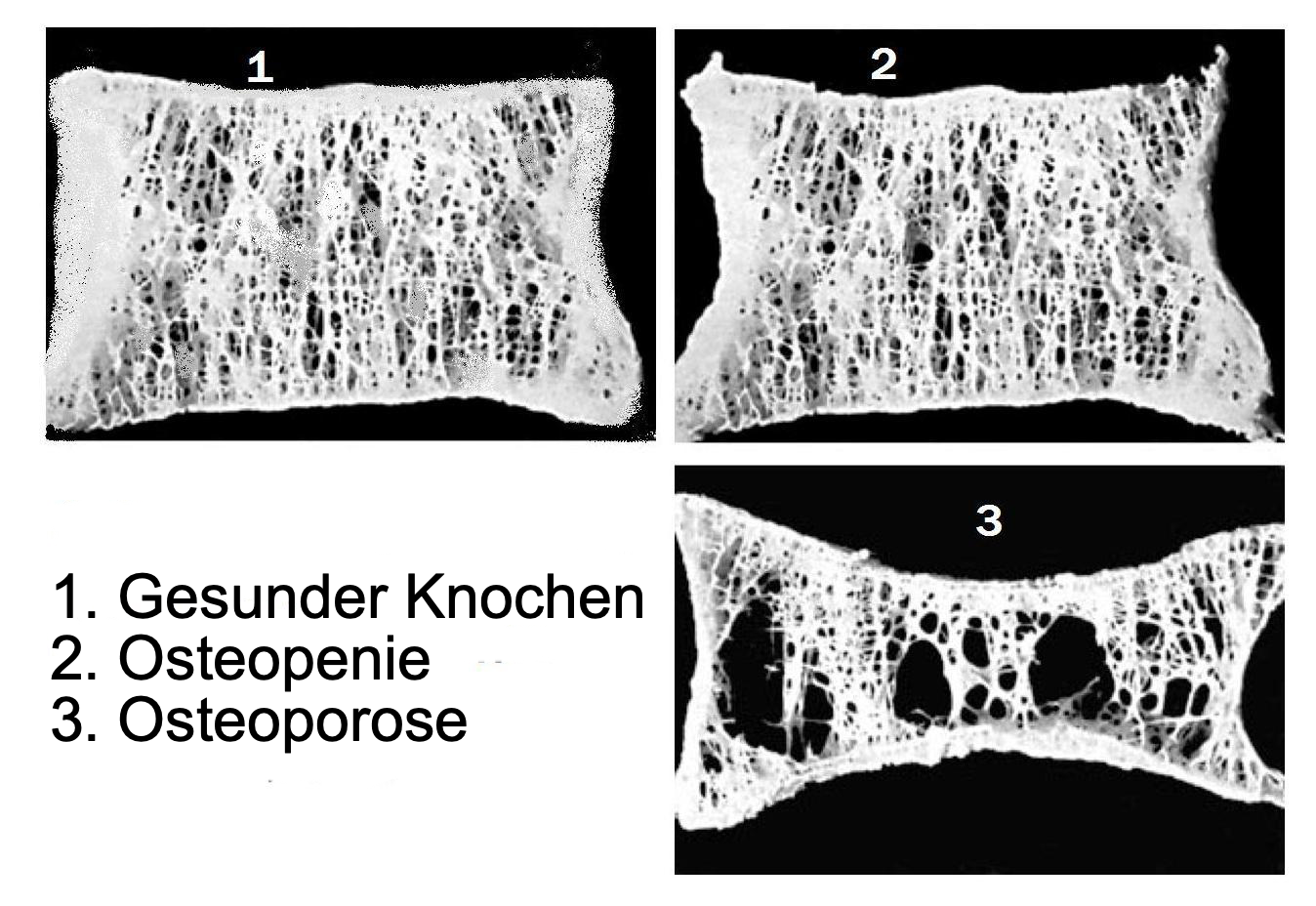
Wirbelkörper mit unterschiedlich hoher Knochendichte

Der Knochen- und Muskelaufbau wird einerseits durch den Nährstoffmangel, andererseits durch die reduzierten Plasmaspiegel von Östrogen, Somatropin und IGF-1 negativ beeinflusst. Durch die reduzierten Spiegel von Wachstumshormonen wird auch das Größenwachstum gehemmt.

### Veränderungen bei Männern
Die Auswirkungen der niedrigen Energieverfügbarkeit auf Männer ist deutlich schlechter erforscht als die auf Frauen. Sie werden als tendenziell weniger ausgeprägt eingeschätzt, insbesondere durch Befürworter des Konzepts der athletischen Triade.
Testosteron ist, analog zu Östrogen bei Frauen, ein wichtiger Stimulator des Knochenaufbaus. Exzessives Training ist bei Männern mit verringerten Testostenspiegeln assoziiert, ob dies auch durch eine LEA verursacht wird, ist strittig.
Eine Studie fand bei Männern keine Assoziation zwischen einer LEA und Veränderungen der Plasmaspiegel von Ghrelin, Schilddrüsenhormonen, oder IGF-1.

## Diagnostik
Die Diagnostik ist aufgrund der unterschiedlichen und oft subtilen Symptomatik und dem Fehlen von harten Kriterien schwierig. Sie fußt auf einer breiten Abklärung von Symptomen einer LEA.
Bei einer späteren Diagnostik steigt das Risiko, eine Essstörung zu entwickeln.

### Screening
Zum Screening auf RED-S, FTA oder LEA stehen verschiedene Fragebögen und Messungen zur Verfügung, welche im Rahmen von Wettkämpfen oder regelmäßigen Untersuchungen zum Einsatz kommen können. Abgefragt werden häufige Symptome, Medikamenteneinnahmen und Verletzungen. Bei Frauen werden auch Fragen zur Verwendung hormoneller Verhütungsmittel und zum Menstruationszyklus gestellt. Körpergröße, Gewicht und Körperfett können gemessen und daraus abgeleitete Werte wie der Body Mass Index (BMI) errechnet werden.

### Biomarker
Mit einer Blutprobe können Hormon- und Nährstoffspiegel bestimmt werden. Gängige Parameter sind beispielsweise ein Blutbild, Geschlechtshormone (LH, FSH, Prolaktin, Östrogen, Testosteron), Schilddrüsenhormone (TSH, T3), Ferritin und Vitamin B12.
Die Auswertung der Östrogenspiegel kann bei der Verwendung hormoneller Verhütungsmittel erschwert sein. Ein Schwangerschaftstest wird bei Vorliegen einer Amenorrhoe empfohlen.

### Bildgebung
Nach Ermüdungsfrakturen oder bei längerer Amenorrhoe sollte Dual-Röntgen-Absorptiometrie zur Bestimmung der Knochendichte durchgeführt werden.

### Psychologische Diagnostik
Im Rahmen der psychologischen Diagnostik sollten Betroffene auf Persönlichkeitsveränderungen, depressive Symptome und Essstörungen untersucht werden.

### Para-Athleten
Die Datenlage zu LEA bei Parasportlern ist unzureichend, um diagnostische Kriterien zu definieren. Insbesondere die Berechnung von Kennwerten wie der fettfreien Masse oder dem Energieverbrauch kann abhängig vom individuellen Krankheitsbild erschwert sein oder verzerrte Ergebnisse liefern.

## Therapie
Die Therapie eines RED-S sollte durch ein interdisziplinäres Team aus Ärzten, Physio- und Psychotherapeuten und Ernährungsberatern erfolgen.
Wenn der LEA keine Essstörung zugrunde liegt, ist die kausale Therapie die Deckung des Energiebedarfs, beispielsweise durch eine Reduktion des Trainingsvolumens. Betroffene können von der Patientenedukation, beispielsweise zu Ernährung und RED-S-Folgen, profitieren. Die Therapie einer Amenorrhoe mit einer Hormonersatztherapie ist umstritten.
Wenn sich die Symptomatik aus einer Essstörung entwickelt hat, muss diese entsprechend aktueller Leitlinien therapiert werden.
Vor Trainingseinheiten sollten Kohlenhydrate konsumiert werden, um ausreichend hohe Blutzuckerspiegel aufrechtzuerhalten.

## Prävention
Über regelmäßige, beispielsweise jährliche, Untersuchungen können gefährdete Sportler erkannt werden. Einige Autoren fordern, Sportler mit RED-S nicht bei Wettkämpfen antreten zu lassen.

## Sportarten
RED-S tritt vor allem in Sportarten auf, in denen ein geringes Gewicht einen Wettbewerbsvorteil bringt. Dazu gehören Ausdauersportarten (Radsport, Laufsport, …), gewichtsabhängige Sportarten (Klettern, Leichtathletik, …), Sportarten mit Gewichtsklassen (Kampfsport, Gewichtheben, …) und solche mit einem Fokus auf Ästhetik (Turnen, Ballett, Eiskunstlaufen, …).

### Klettern
Da im Klettersport das eigene Gewicht nach oben bewegt werden muss bietet ein geringes Gewicht einen Wettbewerbsvorteil, der Durchschnitts-BMI männlicher professioneller Kletterer liegt niedriger als in fast allen anderen Sportarten. Erfolgreiche Kletterinnen wie Emily Harrington und die mehrfache Weltmeisterin Angela Eiter gaben an, während ihrer Wettkampfkarriere zeitweise an Essstörungen gelitten zu haben. Janja Garnbret bezeichnete RED-S 2022 als „größtes Problem unseres Sports“. 2022 wurden BMI- und MI-Messungen im Rahmen des Kletterweltcups vorgenommen, die jedoch nicht in einer Sperre resultieren konnten.
Der Kletterverband Österreich schreibt für Wettkämpfe einen alters- und geschlechtsabhängigen Mindest-BMI vor. Der Kader des Deutschen Alpenvereins wird regelmäßig untersucht und Athletinnen und Athleten bei kritischen Befunden nicht zu Wettkämpfen zugelassen.
Im Juli 2023 traten Eugen Burtscher, Präsident der medizinischen Kommission der International Federation of Sport Climbing (IFSC), und Volker Schöffl, unter anderem Teamarzt des deutschen Kletternationalteams, gemeinsam aus der Kommission zurück. Schöffl begründete dies mit der „Untätigkeit der IFSC“ in Bezug auf RED-S im Spitzenklettersport. Laut Schöffl würden trotz gefährdeter Athletinnen und Athleten und ausreichender Datenlage keine ausreichenden Maßnahmen ergriffen, um sie zu schützen. Die IFSC veröffentlichte ein Statement, in dem sie rein BMI-gelenkte Ansätze ablehnte, die Wiederaufnahme der Mass-Index- und BMI-Screenings bei internationalen Wettkämpfen ankündigte, und die Fortsetzung der Ausarbeitung einer im Januar 2023 angekündigten RED-S-Leitlinie versicherte. Mit Beginn der Saison 2024 müssen für die internationale Kletterlizenz Fragebögen ausgefüllt und Vitalparameter (BMI, Puls, Blutdruck) gemessen werden. Bei Auffälligkeiten können nach definierten Kriterien weitere medizinische Tests oder eine Startsperre auferlegt werden. Ebenso soll es Stichproben während der Saison geben.

### Skispringen
Beim Skispringen ermöglicht ein geringeres Gewicht weitere Sprünge. Seit 2004 muss bei niedrigem BMI mit kürzeren Ski gesprungen werden, wodurch weniger Auftrieb generiert werden kann. Die praktische Wirksamkeit dieser Schutzregelung wird von  vielen Fachleuten angezweifelt.